# Пърнари
Пърнари (на гръцки: Τεχνητή λίμνη Πουρναρίου) е язовир на река в Арахтос в южен Епир, Гърция. Изграждането му завършва през 1998 г. Носи името си от многобройните вечнозелени дъбове Пърнари (на латински: Quercus coccifera) в района.
Язовирът има формата на буквата „Т“ и започва на юг от село Трапезаки по течението на река Арахтос. Намира на около 4,5 км от Арта в Амбракия. В действителност язовирът е двустепенен, т.е. има два легена един над друг. Водите му се използват както за напояване на плодородната амбракийска низина, така и за производство на електрическа енергия.